# Тентелевское кладбище
Тентелевское кладбище — кладбище возле деревни Тентелева (ныне территория Санкт-Петербурга), существовавшее предположительно с XIII века до середины XX века.
Деревня Тентелева, или Тентула, возникла в конце XVIII века из финского хутора Телтнис.
Кладбище всегда называли лютеранским, иногда чухонским. Первоначально на кладбище хоронили только жителей деревни, в дальнейшем кладбище было расширено, и с 1845 тут стали хоронить финнов (и протестантов вообще) со всего города.
По предварительной оценке, здесь погребено около 100 тысяч человек различных национальностей (в том числе немцы, финны, эстонцы, латыши, шведы, датчане, швейцарцы). На кладбище похоронен ряд известных людей, например: архитектор Карл Беккер, владелец литейного завода в Петербурге Франц Сан-Галли. В дальнейшем захоронения протестантов производились неподалеку на Митрофаниевском лютеранском (финском) кладбище.
Время закрытия и уничтожения Тентелевского кладбища неизвестно, последний раз оно обозначено на карте Ленинграда 1933 года, а на карте 1934 года вместо кладбища уже обозначен пустырь. С кладбища не производилось перезахоронений на другие территории. В настоящее время от кладбища не осталось и следа. Ориентировочно это угол Химического переулка и улицы Маршала Говорова, южнее Лермонтовского переулка, напротив Урхова переулка.